# Saint-Julien-du-Verdon
 Saint-Julien-du-Verdon  es una población y comuna francesa, situada en la región de Provenza-Alpes-Costa Azul, departamento de Alpes de Alta Provenza, en el distrito de Castellane y cantón de Castellane.

## Demografía
| 75 | 64 | 66 | 67 | 94 | 108 |
| Para los censos de 1962 a 1999 la población legal corresponde a la población sin duplicidades (Fuente: INSEE [Consultar]) |    |    |    |    |     |